# Współczynnik odbicia
Współczynnik odbicia, refleksyjność, albedo – stosunek natężenia fali elektromagnetycznej odbitej do natężenia fali padającej
{\displaystyle \mathbb {R} ={\frac {I_{o}}{I_{p}}},}
gdzie:
{\displaystyle I_{p}} – natężenie fali padającej,
{\displaystyle I_{o}} – natężenie fali odbitej.
Współczynnik odbicia jest bezwymiarowy.

## W astronomii i geografii
Współczynnik odbicia fal o długości 300–3000 nm lub całego zakresu widzialnego określany jest terminem „albedo”.

## W optyce

### Definicja matematyczna
Współczynnik odbicia mocy to stosunek strumienia promienistego odbitego do strumienia promienistego padającego:
{\displaystyle \mathbb {R} ={\frac {\Phi _{\mathrm {e} }^{\circ }}{\Phi _{\mathrm {e} }^{\mathrm {p} }}},}
gdzie:
{\displaystyle \Phi _{e}^{\circ }} – strumień promienisty odbity przez daną powierzchnię (płaską, półkulistą),
{\displaystyle \Phi _{e}^{p}} – strumień promienisty padający na tę powierzchnię.
Oprócz energetycznego współczynnika odbicia mocy można spotkać też amplitudowy współczynnik odbicia (oznaczany małą literą {\displaystyle r}), który jest ilorazem zespolonej amplitudy pola elektrycznego fali odbijanej do takiej amplitudy fali padającej. Na nich definiuje się prawa sinusa i tangensa Fresnela. Współczynnik odbicia mocy jest zazwyczaj kwadratem amplitudowego współczynnika odbicia: {\displaystyle \mathbb {R} =\|r\|^{2}.}

### Zależność od kąta padania
Współczynnik odbicia jest funkcją kąta padania i może zależeć też od długości fali. Dla światła zależność ta wynika ze wzorów Fresnela na współczynnik odbicia Fresnela {\displaystyle R_{F}.} Dla polaryzacji s prostopadłej do płaszczyzny padania zależność współczynnika odbicia od kąta padania wyraża wzór:
{\displaystyle \mathbb {R} _{s}=\left({\frac {n\cos \beta -\cos \alpha }{n\cos \beta +\cos \alpha }}\right)^{2},}
gdzie:
{\displaystyle \alpha } – kąt padania światła,
{\displaystyle \beta } – kąt załamania,
{\displaystyle n} – względny współczynnik załamania drugiego ośrodka (od którego światło się odbija) względem ośrodka pierwszego (w którym światło rozchodzi się początkowo).
Dla polaryzacji {\displaystyle p} równoległej do płaszczyzny padania współczynnik odbicia wynosi:
{\displaystyle \mathbb {R} _{p}=\left({\frac {\cos \beta -n\cos \alpha }{\cos \beta +n\cos \alpha }}\right)^{2}.}
I ten wzór daje 0 dla kąta Brewstera (pod warunkiem n>1).

### Padanie normalne światła
Dla światła padającego prostopadle do powierzchni, czyli dla światła o kącie padania równym 0, współczynnik odbicia zależy tylko od współczynnika załamania, a oba wzory redukują się do prostej postaci
{\displaystyle \mathbb {R} =\left({\frac {n-1}{n+1}}\right)^{2}.}
Oznaczając bezwzględny współczynnik załamania pierwszego ośrodka przez {\displaystyle n_{p}} i bezwzględny współczynnik załamania ośrodka odbijającego przez {\displaystyle n_{o},} wzór ten można zapisać w postaci
{\displaystyle \mathbb {R} =\left({\frac {n_{0}-n_{p}}{n_{0}+n_{p}}}\right)^{2}.}